# Allierede flyvere
Allierede flyvere fra 2. verdenskrig begravet i Danmark. 
Det at være allieret flyver under 2. verdenskrig var særdeles farligt og mange overlevede ikke flere togter.
De fleste der styrtede ned i Danmark var bombefly, der enten udlagde miner i farvandene eller var på vej hjem til England efter et bombetogt over Tyskland.
De forholdsvis langsomme bombefly blev skudt ned af hurtige tyske jagerfly der havde hjælp fra de nyudviklede radarstationer.
Der blev oprettet 5 Centralkirkegårde i Danmark.
Der er begravet mange flere allierede flyvere på andre danske kirkegårde.
Ligeledes er der over de faldne allierede flyvere rejst adskillige mindesten. Bl.a. to over besætningerne på to Blenheim-fly, der styrtede efter luftkampene ved Aalborg Lufthavn 13. august 1940.
Wing Commander, Pilot Edward Collis de Virac Lart, DSO, Pilot Officer, Observer Maurice Hardy Gillingham, Sergeant, Wireless Operator / Air Gunner Augustus Spencer Beeby, DFM styrtede i Tranum Klitplantage ved Rødhusvejen, Jammerbugt Kommune.
Pilot Officer, Pilot Clive Warrington Wigley, Sergeant Observer Arthur Homer Patchett og Sergeant, Wireless Operator / Air Gunner Archibald Finlayson Morrison styrtede også i Tranum Klitplantage ved Udholmsvej/Sandmosevej, Jammerbugt Kommune.